# Estalvi de pantalla

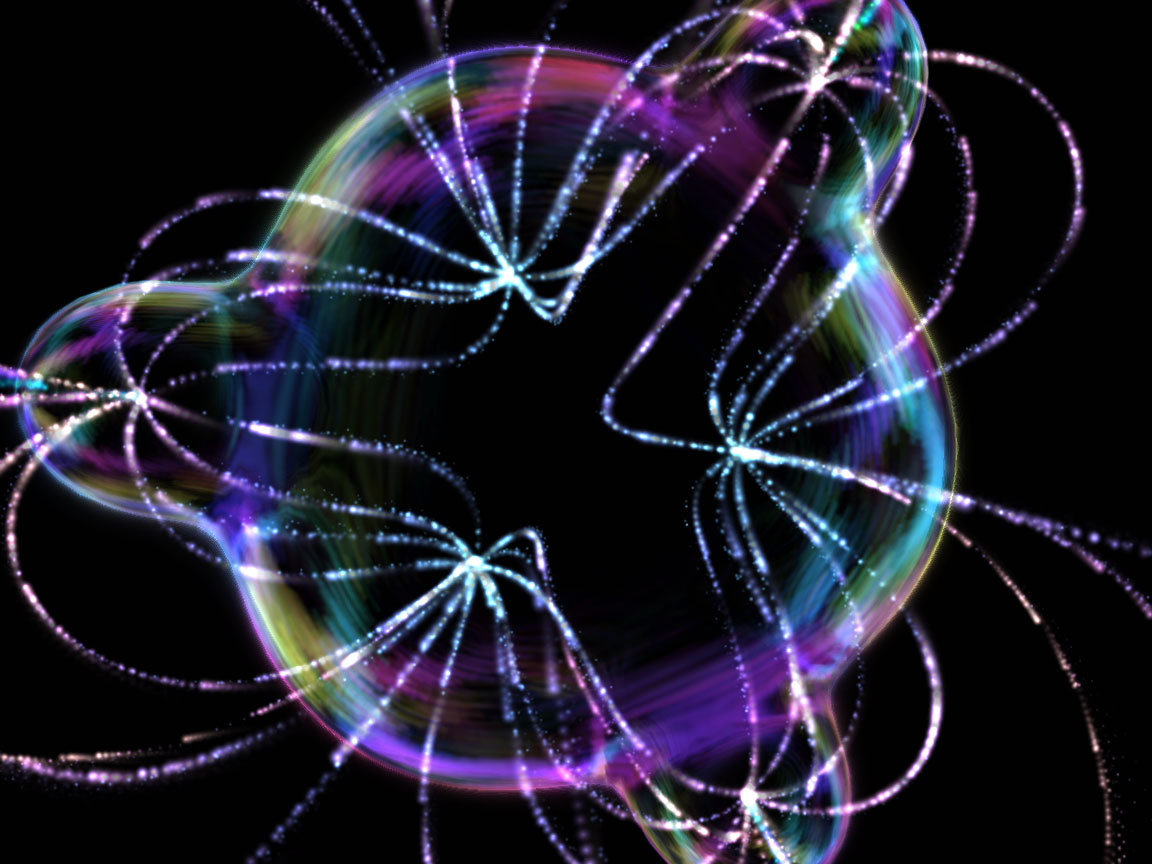
Un estalvi de pantalla GPL (Helios).

Un estalvi de pantalla (sovint també anomenat protector de pantalla o 'salvapantalla', «screensaver» en anglès) és una aplicació informàtica que produeix l'enfosquiment de la pantalla o l'aparició d'una animació o d'una sèrie d'imatges en successió en aquesta, després d'un període programat d'inactivitat del ratolí o teclat d'ordinador (i no de la pantalla mateixa), definit per un temporitzador.
Una aplicació cada vegada més popular és que els estalvis de pantalla activin una tasca útil, com ara un escanejat de virus; Avast!, per exemple, té aquesta característica, i mostra el progrés a un protector de pantalla (triat entre els de l'ordinador de l'usuari), amb una finestra superposada de color blau que mostra el progrés. Si es detecta un virus, la finestra es torna vermella, l'escanerització s'atura, i un alerta es mostra un cop que l'usuari surti de l'estalvi de pantalla. Un altre ús comú és una aplicació de computació distribuïda (com el projecte SETI@home), que és convenient perquè aquestes aplicacions utilitzen els recursos només quan l'ordinador estaria altrament inactiu.

## Origen
Històricament, els protectors de pantalla s'havien convertit en una mesura de protecció d'ús general amb els monitors CRT des de finals dels anys 1970. En aquesta tecnologia, a causa de l'ús intensiu del fòsfor a diferents àrees de la pantalla, l'exposició prolongada de la mateixa imatge o grup de caràcters pot portar a un desgast desigual de la pantalla; l'efecte resultant és la «crema» dels píxels més sol·licitats formant una «imatge fantasma» (gravat permanent de caràcters o línies de píxels), reduint la vida de la pantalla.

## Ús actual

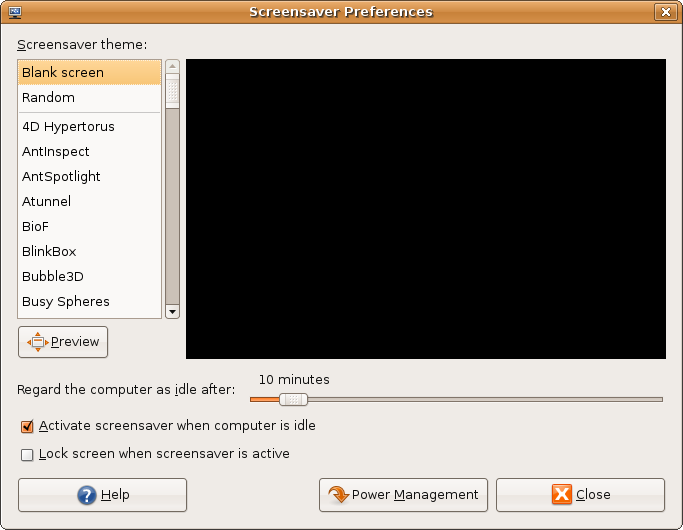
El Gnome-screensaver inclou l'opció de bloquejar/desbloquejar l'estalvi amb contrasenya.

Amb la tecnologia actual dels monitors LCD, un estalvi de pantalla ja no serveix per a prolongar la vida activa del dispositiu, sinó que genera una activitat contínua que no permet desactivar la pantalla (incloent la llum de fons). Això per tant condueix a una menor durada del dispositiu.
Tanmateix, roman important per a les pantalles de plasma, en què els escintil·ladors (les partícules que generen la imatge) són formats de forma ràpida i de manera desigual, i una imatge fixa, encara que sigui per un temps relativament curt, podria crear una imatge fantasma completament indeleble, que faria malbé la pantalla per sempre. Les noves generacions de pantalles de plasma adopten proteccions que limiten el dany, amb el continu moviment dels píxels d'una imatge, però només limiten i no eviten pas el mal.
Els protectors de pantalla poden ser útils, tot i així, no sols per raons purament estètiques, sinó per raons de privadesa i seguretat, perquè en alguns sistemes poden estar associats amb una contrasenya per desblocar l'estalvi (accedint a la pantalla normal de nou) i reprendre una sessió suspesa.

## Arquitectura subjacent
Els estalvis de pantalla solen ser dissenyats i codificats utilitzant una varietat de llenguatges de programació, així com interfícies gràfiques. Normalment els autors d'estalvis de pantalla utilitzen llenguatges de programació C o C++, juntament amb la interfície de dispositiu gràfic (Graphics Device Interface o GDI en anglès), DirectX o OpenGL, per elaborar els seus productes finals. Diversos estalvis de pantalla del Mac OS X són creats i dissenyats amb la capa gràfica Quartz Extreme. Els estalvis de pantalla interaccionen indirectament amb el sistema operatiu per fer que la pantalla física es cobreixi amb una o més escenes gràfiques. L'estalvi de pantalla normalment es desactiva quan rep un missatge del sistema operatiu que el ratolí s'ha mogut o una tecla ha estat pressionada.

## Alguns estalvis de pantalla nostrats
Entre els estalvis de pantalla fets als Països Catalans, hi ha el rellotge català, altament útil (vegeu la pàgina de Comunicació Digital Arxivat 2006-04-04 a Wayback Machine.) i uns estalvis de pantalla del Club Súper3 (vegeu l'estalvi de pantalla del Club Super3 i altres estalvis de pantalla del Super3).